# Stanisław Czarzasty
Stanisław Czarzasty (ur. 5 maja 1907 w Łagunach, zm. 22 kwietnia 1972 w Leamington Spa) – porucznik Wojska Polskiego oraz 2 Korpusu Polskiego, działacz społeczny i polonijny, animator polskiego środowiska w Wielkiej Brytanii, współzałożyciel Polskiego Ośrodka Katolickiego w Leamington Spa.

## Życiorys

Herb Prus II (Wilczekosy)

Stanisław Czarzasty pochodził z rodziny należącej do odwiecznej szlachty mazowieckiej. Był synem Tomasza Czarzastego h. Prus II (Wilczekosy) i jego drugiej żony, Bronisławy Kołakowskiej-Sławek de Kołaki-Budzyno h. Kościesza.
Po śmierci ojca w 1911 roku gospodarstwo w Łagunach przejął Hilary Czarzasty (ur. w 1895 roku), starszy brat Stanisława, a Stanisław kontynuował edukację. 

### II RP
Ukończył I Liceum Ogólnokształcące im. Zygmunta Krasińskiego w Ciechanowie uzyskując maturę w 1927 roku. Ukończył prowadzoną przez Wielkopolską Izbę Rolną Szkołę Mleczarską we Wrześni, specjalizując się w serowarstwie. Od 1 sierpnia 1928 do 20 maja 1929 roku uczestniczył w kursie podchorążych rezerwy w Batalionie Podchorążych Rezerwy Piechoty Nr 5A w Cieszynie. Szkołę podchorążych ukończył z wynikiem dobrym (lokata 8/93) w stopniu plutonowego podchorążego rezerwy. Przydzielony do 30 Pułku Strzelców Kaniowskich, gdzie odbywał ćwiczenia i praktykę w 1931 roku. Mianowany podporucznikiem rezerwy ze starszeństwem od 1 stycznia 1932 roku. Został przydzielony do 32 Pułku Piechoty, w którym odbywał 5-tygodniowe ćwiczenia w 1933 roku. 29 grudnia 1934 roku został przeniesiony do 10 Dywizjonu Taborów, gdzie - w czerwcu 1935 roku - odbył 4-tygodniowe ćwiczenia. Od 24 maja do 18 czerwca 1937 roku odbył kurs taborowy dla oficerów rezerwy w 5 Dywizjonie Taborów w Bochni. Zdobył wówczas Państwową Odznakę Sportową.  
25 września 1937 r. w par. Zielona ożenił się z Józefą Marianną Grabowską. Jeszcze przed ślubem objął kierownictwo działającej w Katowicach mleczarni, otrzymując służbowe mieszkanie we "Dworze Marii". Tam też zamieszkał z żoną, a w 1938 roku urodziła się tam jego córka Krystyna.
21 października 1938 roku Stanisław Czarzasty mianowany został przez prezydenta Ignacego Mościckiego porucznikiem rezerwy w korpusie oficerów taborowych ze starszeństwem z dniem 1 stycznia 1938 r. (promowany ze stopnia podporucznika).

### II wojna światowa
W kampanii wrześniowej Stanisław Czarzasty brał udział jako dowódca kolumny taborowej nr 505. Dostarczając zaopatrzenie dla dywizji został wzięty do niewoli, a następnie, 5 października 1939, został przekazany z frontu do Oflagu VII-A w Murnau. W obozie był przetrzymywany w bloku G (nr jeńca 15204). Będąc w niewoli angażował się w jenieckie życie kulturalne oflagu (m.in. śpiewał w chórze i organizował przedstawienia operetki obozowej). 
Wyzwolony przez 3 Armię George'a Pattona (29 kwietnia 1945 r.) znalazł się w II Korpusie Polskim dowodzonym przez gen. Władysława Andersa. 12 lipca 1945 roku uzyskał przydział do 4. Kompanii Zaopatrywania, a następnie do 328. Składnicy Zaopatrywania działającej w ramach Służby zaopatrywania i transportu 2. Korpusu Polskiego. Stanisław Czarzasty przez Włochy dostał się do Anglii, gdzie odbył służbę w Polskim Korpusie Przysposobienia i Rozmieszczenia.

### Emigracja
Wiosną 1948 roku Stanisław Czarzasty znalazł pracę w zakładach Lockheed’a, dzięki czemu mógł zostać zdemobilizowany i zamieszkać w Leamington Spa. W efekcie, obok p. Sylwestra Zakrzewskiego, p. Antoniego Chmiela oraz rodziny pp. Czarneckich, był pierwszym z Polaków, którzy osiedlili się w tej miejscowości. W zakładach Lockheed’a Stanisław Czarzasty pracował jako quantity surveyor.
W latach 1952–1954 Stanisław Czarzasty należał do towarzystwa operetkowego "Leamington and Warwick Operatic Society". Była to kontynuacja wcześniejszych zamiłowań muzycznych: poza aktywnością w Murnau - w czasach szkolnych Stanisław Czarzasty grał na klarnecie w szkolnej orkiestrze. Udział w stowarzyszeniu posłużył też Stanisławowi Czarzastemu do obserwowania sposobu funkcjonowania organizacji pozarządowych w Wielkiej Brytanii. 
W 1957 roku do Stanisława w Leamington Spa dołączyła jego żona, która II wojnę światową przeżyła wraz z rodziną w Jaźwinach k. Przasnysza.

### Organizacje polskie w Leamington Spa
Na początku 1950 r. w Leamington Spa zaczęli osiedlać się kolejni Polacy z pobliskich obozów Marlborogh Farm Camp, Long Marston Camp, Ladbroke Hostel, Avon Carrow i Finham Park koło Coventry. Do nich Stanisław Czarzasty zwrócił się z propozycją stworzenia polskiej organizacji. 
Na pierwszym zebraniu wybrano zarząd w składzie: Stanisław Czarzasty (sekretarz), Stanisław Pierożyński (skarbnik) oraz Aleksander Sawczyc i Władysław Woźniak (rekrutacja członków). Zarząd uzyskał pozwolenie od fabryki Flavelsa na użytkowanie boiska sportowego. Dzięki temu możliwe było utworzenie klubu sportowego „Syrena”, którego nazwa nawiązywała do odznaki rozpoznawczej i godła odznaki pamiątkowej 2 Korpusu Polskiego, a który stał się pierwszym ośrodkiem polskim w Leamington Spa. Wraz z p. Czarneckim Stanisław Czarzasty zorganizował drużynę piłki nożnej działającą w ramach klubu.
Stanisław Czarzasty brał udział w tworzeniu Polskiego Ośrodka Katolickiego, organizacji zrzeszającej Polaków w Leamington Spa. W 1961 roku wszedł w skład Zarządu oraz Komisji Statutowej do opracowania statutu Polskiego Koła Katolickiego (PKK). Pierwszy Zarząd Polskiego Koła Katolickiego składał się z następujących osób: prezes - Antoni Chmiel, członkowie zarządu: p. Bielawska, Stanisław Czarzasty, Stefan W. Librowski, Jan Stanisław Niedziołek, Lucjan Pyda, Wacław Swienc, Sylwester Zakrzewski, sekretarz - Aldona Zakrzewska, skarbnik - Walerian Przeniczka.

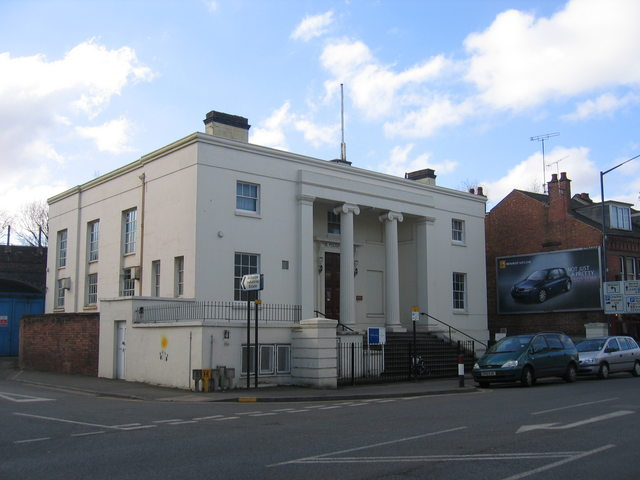
Budynek pierwszego ratusza Leamington Spa, od 1968 roku siedziba Klubu Polskiego

Dzięki postawie Stanisława Czarzastego udało się zakupić siedzibę dla organizacji, tj. Dom Polski. W efekcie zakupiono na licytacji budynek dawnego ratusza na High Street (używanego też jako siedziba urzędu policyjnego). Od 21 lipca 1968 r., gdy rozwiązano Komitet Kupna Domu i wybrano Zarząd Domu (Klubu Polskiego), Stanisław Czarzasty wszedł w jego skład (w sekcji Administracyjnej). 
Pod wpływem informacji o wydarzeniach w Polsce w grudniu 1970 roku Stanisław Czarzasty, ówczesny prezes PKK, zainicjował powołanie Komitetu Organizacyjnego pod przewodnictwem prof. Zbigniewa A. Scholtza, do którego weszli wszyscy ówcześni członkowie połączonych zarządów PKK, Koła Rodzicielskiego i Klubu Polskiego. Komitet ten przeprowadził publiczną zbiórkę na emigracyjne Skarby Narodowe i wydał podaną do prasy polskiej i angielskiej rezolucję: "Wolni Polacy w Leamington Spa i okolicy zasyłają wyrazy współczucia rodzinom ofiar terroru komunistycznego w kraju, a szczególnie w Gdańsku, Gdyni, Szczecinie i Słupsku".
Czarzasty był też inicjatorem organizacji Wieczorów Mickiewiczowskich, które stały się pierwszą imprezą kulturalną Klubu Polskiego niezwiązaną z obchodami świąt narodowych, w czasie których przy filiżance herbaty słuchano nagrań „Pana Tadeusza”.
Stanisław Czarzasty pełnił funkcje członka zarządu Polskiego Koła Katolickiego (wybrany na roczne kadencje w czasie walnego zgromadzenia odbywającego się w roku 1961, 1968, 1969), prezesa Polskiego Koła Katolickiego i Polskiego Klubu Katolickiego (1970), prezesa Komisji Rewizyjnej (1971). Ustępując z urzędu prezesa PKK dnia 16 maja 1971 r. apelował o scalenie trzech istniejących wówczas zarządów PKK, Klubu Polskiego i Koła Rodzicielskiego w jeden połączony zarząd.